# 広島血液銀行
広島血液銀行（ひろしまけつえきぎんこう）は、1952年（昭和27年）3月に広島県広島市に設立。現在は「株式会社ジェイ・エム・エス」である。

## 沿革
- 1945年（昭和20年）厚生省令にて第3号「輸血取締規則」発布
- 1945年（昭和20年）8月15日　日本がポツダム宣言を受諾し、終戦（無条件降伏）
- 1947年（昭和22年）「輸血取締規則」失効
- 1948年（昭和23年）12月9日　連合国軍最高司令官総司令部から、厚生省と東京都に輸血対策をするように指示
- 1949年（昭和24年）5月13日　連合軍最高司令官総司令部、厚生省、日本赤十字社、日本医師会の代表者を招集、協議 開始
- 1949年（昭和24年）5月16日　厚生省、東京都、日本赤十字社、日本医師会の代表者および学識経験者で「輸血問題予備懇談会」を開催
- 1951年（昭和26年）3月　日本ブラッドバンク（その後ミドリ十字→吉富製薬→ウェルファイド→三菱ウェルファーマ→田辺三菱製薬と合併により社名が変更されていく）が日本初の血液銀行として設立
- 1951年（昭和26年）5月　財団法人横須賀血液銀行（横須賀赤十字血液センターの前身）設立
- 1952年（昭和27年）3月　北海道立医薬品指導研究工場輸血用血液製造部（通称北海道立血液銀行）設立
- 1952年（昭和27年）3月　土谷剛治ら数人の資本にて広島血液銀行を設立
- 1952年（昭和27年）4月　日本赤十字社血液銀行東京業務所を開設し、「預血」「返血」「無償供血」供血者の募集開始

(献血には預血と返血、無償供血があり、現在の献血は「無償供血」にあたる)
- 1954年（昭和29年） 保存血液が薬価に収載　200cc＝1200円～1400円　売血200cc＝400円～500円
- 1965年（昭和40年）6月12日、土谷剛治の後を継いだ土谷太郎は「株式会社日本メディカル・サプライ」(後に株式会社ジェイ・エム・エスに改称)を設立。
- 1969年（昭和44年）民間商業血液銀行による買血による輸血用血液の供給を中止し、広島血液銀行は解散。

## 血液銀行
- 血液銀行は四国を除く各地域に設立された。
- 1962年には東京都10か所・関東(東京都を除く)7か所・近畿6か所・北海道4か所・東北4か所・北陸2か所・東海3か所・中国5か所・九州6か所
- 血液銀行の設立総数は、1951年2か所・1952年2か所・1953年5か所・1954年8か所・1955年3か所・1956年6か所・1957年7か所・1958年3か所・1959年1か所・1961年2か所・1962年8か所である。

## 営業所
- 広島血液銀行本社・広島県広島市大手町8-154
- 広島血液銀行呉支社・広島県呉市公園通2-7
- 広島血液銀行福山営業所・広島県福山市明治町乙881
- 広島血液銀行岡山営業所・岡山市大供10-15
- 広島血液銀行山陰支社・米子市天神町1丁目